# بيل نوت (سياسي)
بيل نوت هو عامل كهربائي وسياسي أسترالي، ولد في 16 فبراير 1921 في سيدني في أستراليا، وتوفي في 19 أبريل 2013 في ميناء ماكواري في أستراليا. نشط حزبياً في حزب العمال الأسترالي. وقد انتخب عضو الجمعية التشريعية لنيو ساوث ويلز ‏.